# Saint-Genest-sur-Roselle
Saint-Genest-sur-Roselle település Franciaországban, Haute-Vienne megyében. Lakosainak száma 541 fő (2022. január 1.). Saint-Genest-sur-Roselle Glanges, Saint-Bonnet-Briance, Saint-Hilaire-Bonneval, Saint-Paul és Vicq-sur-Breuilh községekkel határos.

## Népesség
A település népessége az elmúlt években az alábbi módon változott:
| Lakosok száma | 497  | 516  | 527  | 520  | 519  | 518  | 524  | 531  | 541  |
|               | 2013 | 2015 | 2016 | 2017 | 2018 | 2019 | 2020 | 2021 | 2022 |